# Le Canal Ophite
Le Canal Ophite (titre original : The Ophiuchi Hotline) est un roman de science-fiction de John Varley paru en 1977.
Ce roman est le premier de la série Les Huit Mondes, suivi par Gens de la Lune, Le Système Valentine et Blues pour Irontown.

## Résumé
L'humanité a été chassé de la Terre. Elle vit désormais sur la Lune et à travers l'espace. 
Depuis des centaines d'années des messages provenant du canal d'Ophite fournissent aux hommes des informations leur permettant de survivre. Mais un nouveau message demande le paiement de ces informations. Si l'humanité n'obéit pas, les sanctions seront terribles. 